# Tetragonophthalma
Tetragonophthalma är ett släkte av spindlar. Tetragonophthalma ingår i familjen vårdnätsspindlar.
Kladogram enligt Catalogue of Life:
| Tetragonophthalma | \| \| Tetragonophthalma taeniata \| \| \| \| \| \| Tetragonophthalma vulpina \| \| \| \| |
|                   | \| \| Tetragonophthalma taeniata \| \| \| \| \| \| Tetragonophthalma vulpina \| \| \| \| |
|                   | Tetragonophthalma taeniata                                                               |
|                   |                                                                                          |
|                   | Tetragonophthalma vulpina                                                                |
|                   |                                                                                          |